# Nama jezici
Nama jezici, skupina kojsanskih jezika koja čini jednu od četiri glavna ogranka centralnih južnoafričkih kojsanskih jezika. Njima govori nekoliko hotentotskih plemena na području Južnoafričke Republike i Namibije.
Predstavljaju je jezik nama [naq], koji je cijeloj skupini dao ime, s ukupno preko 250.000 govornika u Namibiji, Južnoafričkoj Republici i Bocvani. Drugi jezik je jezik xiri ili grikwa [xii] s 87 govornika u Južnoafričkoj Republici (2000), i treći danas izumrli jezik korana [kqz], s etničkom populacijom od 10,000 ljudi u Južnoafričkoj Republici (1972 Barrett)

## Vanjske poveznice
- Ethnologue (14th)
- Ethnologue (15th)